# Dave Grossman
Dave Grossman amerikai játékfejlesztő és tervező, főleg a LucasArtsnál a 90-es évek elején, illetve jelenleg a Telltale Gamesnél végzett munkáiról ismert. Több gyermekeknek szánt könyvet írt és egy verseskötetet is kiadott. (Ode to the Stuff in the Sink)

## Pályafutása a játékiparban
Míg a LucasArtsnál dolgozott, ő írta és fejlesztette The Secret of Monkey Island és Monkey Island 2: LeChuck's Revenge programokat Ron Gilberttel és Tim Schaferrel közösen. Később részt vett még a Day of the Tentacle fejlesztésében, de 1994-ben elhagyta a stúdiót és szabadúszóként folytatta.
A Humongous Entertainmentnél helyezkedett el (Ron Gilbert az egyik alapító tagja) és több, gyermekeknek szánt sikeres játék elkészítésében vett részt, mint például a Pajama Sam sorozat. Később hasonló programok fejlesztésénél segédkezett a Hulabee Entertainmentnél vagy a Disneynél.
Mostanában a kalandjátékokra specializálódott Telltale Gamesnél dolgozik, amit az egykori LucasArts veteránok alapítottak. Itt többek között részt vett a 2009-ben, epizódonként megjelenő Monkey Island játék a Tales of Monkey Island fejlesztésében.

## Gyermekkönyvek
A Lyrick Publishing által kaidott könyvei a Humongous Entertainment játékok egyes karaktereit állítják középpontba: Freddi Fish: The Big Froople Match, Pajama Sam: Mission to the Moon és Freddi Fish: The Missing Letters Mystery.
A Nickelodeon számára két interaktív könyvet készített, ezek voltak a SpongeBob SquarePants: Sleepy Time és a Fairly OddParents: Squawkers.

## Egyéb munkái
Grossman azt állította, hogy apjától örökölte azt, hogy gyakran vág bele másféle munkákba is. Ez megmagyarázza érdeklődését a zene, szobrászat, írás és rajzolás területén.
Grossman a szerzője az Ode to the Stuff in the Sink: A Book of Guy Poetry című verseskötetnek, amit 2002-ben saját maga adott ki. A versek a férfiúi élet egyes jeleneteit elevenítik fel, képekkel illusztrálva, mint például a tánctudás és a takarítási hajlam teljes hiánya, vagy a rég lejárt szavatosságú holmik a hűtőszekrényben.

## Közreműködései
- The Secret of Monkey Island (1990), JVC, LucasArts
- Monkey Island 2: LeChuck’s Revenge (1991), LucasArts
- Maniac Mansion: Day of the Tentacle (1993), LucasArts
- Pajama Sam In: No Need To Hide When It's Dark Outside (1996), Humongous Entertainment
- Pajama Sam 2: Thunder and Lightning Aren't So Frightening (1998), Humongous Entertainment
- Freddi Fish 4: The Case of the Hogfish Rustlers of Briny Gulch (1999), Humongous Entertainment
- Pajama Sam 3: You Are What You Eat From Your Head To Your Feet (2000), Humongous Entertainment
- Moop and Dreadly: The Treasure on Bing Bong Island (2001), Hulabee/Plaid Banana
- Ollo in The Sunny Valley Fair (2002), Hulabee/Plaid Banana
- Piglet's Big Game (2003), Disney
- Bone (epizodikus megjelenésű), Telltale Games
- Sam & Max Season One (epizodikus megjelenésű 2006–2007), Telltale Games
- Sam & Max Season Two(epizodikus megjelenésű 2007–2008), Telltale Games
- Strong Bad's Cool Game for Attractive People (epizodikus megjelenésű, 2008), Telltale Games
- Tales of Monkey Island (2009–10), Telltale Games
- Back to the Future: The Game (2010–11), Telltale Games

Grossman továbbá a The Dig, a Total Annihilation és az Insecticide fejlesztésébe is besegített, illetve a Voodoo Vincehez szkriptelt jeleneteiért is ő volt a felelős.